# Pterepidosis
Pterepidosis is een muggengeslacht uit de familie van de galmuggen (Cecidomyiidae).

## Soorten
- P. apicalis Mamaev, 1990
- P. varimezovi Mamaev & Dimitrova, 1998